# Stadtbahnwagen B
Stadtbahnwagen Typ B — легкорейковий транспортний засіб, що використовується кількома мережами штадтбан у німецькій землі Північний Рейн-Вестфалія. 
В основному він був розроблений дюссельдорфським Duewag, який також створив деякі транспортні засоби у консорціумі з Siemens Mobility і Kiepe Electric. 
Невелика серія з десяти одиниць була зібрана Waggon Union у Берліні. 
Оскільки цей тип розвивався протягом двох десятиліть виробництва, деякі транспортні засоби мають спільного лише зовнішні розміри та базова конфігурація двосекційного агрегату на трьох візках з приводом обох зовнішніх. 
Для Дортмундського штадтбану деякі вагони були модифіковані з центральною секцією і четвертим візкою. 
Ці транспортні засоби називаються B8 або B80C/8 (вісім осей). та мають довжину 38 м і вагу 49 т.

## Історія
Коли на початку 1970-х років планувалась мережа штадтбану Рейна-Руру, планували також стандартизований рухомий склад. 
У той же час планувалась друга мережа штадтбану для Кельна та Бонна. 
Оскільки майбутній Кельнський штадтбан уже мав один готовий тунель, який був побудований на власні гроші міста, трамваї «Stadtbahnwagen» розроблені для мережі Рейн-Рур, не підходили. 
Таким чином, для мережі Кельн/Бонн був розроблений інший трамвай, який був здатний долати крутіші повороти. 
Цей транспортний засіб, який тепер називається «Stadtbahnwagen Typ B», був негайно замовлений транспортними депортаментами в Кельні та Бонні, тоді як влада Рейн-Рур залишалася вагаючись щодо "свого" транспортного засобу, тепер перейменованого на «Stadtbahnwagen Typ А». 
Згодом було вирішено, що трамвай типу «A» був занадто громіздким, і вагони типу «B» замовили Ессен, Мюльгайм, Дюссельдорф, Дуйсбург, Дортмунд і Бохум. 
Концепція типу «А», була  пізніше відроджена для Штутгартського штадтбану.
«Typ B» послужив основою для британських метровагонів на метро Tyne & Wear, який був відкритий в 1980 році.